# Angeac-Champagne
Angeac-Champagne è un comune francese di 521 abitanti situato nel dipartimento della Charente, nella regione della Nuova Aquitania.

## Società

### Evoluzione demografica
Abitanti censiti